# 이탈리아령 소말리아
이탈리아령 소말리아(이탈리아어: Somalia Italiana; 아랍어: الصومال الإيطالي Al-Sumal Al-Italiy[*]; 소말리어: Talyaanigii Dhulka Soomaalida)은 오늘날의 소말리아에 있는 이탈리아 왕국의 보호령이자 식민지이다. 19세기에 소말리 술탄국의 호뵤와 마지르틴에 의해 통치되었으며, 히랍 이마메이트와 겔레디 술탄국과 비말 술탄국은 소말리아 남부에서 수십 년 동안 식민지에 대한 저항을 이끌었다. 이 영토는 다양한 조약을 통해 1880년대 이탈리아에 의해 획득되었다.

## 역사
1882년(완전히는 1890년) 에티오피아 제국으로부터 에리트레아를 받은 이탈리아는 식민지를 더 갖다는 야심에 에리트레아 근처의 영국령 소말릴란드를 노리게 되었다. 이 낌새를 알아차린 영국은 1888년 이탈리아랑 완화조약을 맺었으나, 이탈리아의 야망은 사라지지 않았다. 결국 1889년 이탈리아는 영국령 소말릴란드를 침략하였다.
준비가 제대로 안된 영국군은 이탈리아군에게 크게 패하고 말았다. 그 결과 영국령 소말릴란드의 남부 지방은 이탈리아의 지배하의 들어갔다. 이탈리아 왕국의 움베르토 1세는 이탈리아령 소말릴란드를 선포하였다. 1895년 이탈리아는 식민지를 목적으로 한 에티오피아를 침략하여 제1차 이탈리아-에티오피아 전쟁을 일으켰으나 아두와 전투로 대패를 거두면서 크게 휘청대었다. 이 틈을 이용해 영국은 1898년 이탈리아령 소말리아를 침략하여 일부분을 빼앗았다.
이탈리아는 군사도 많이 사라졌던 터라 군사를 길렀다. 1928년 무솔리니가 정권을 잡자, 무솔리니는 다른 나라들을 침략하였다. 1935년에는 다시 에티오피아를 침략하여 정복하고 말았다. 이렇게 이탈리아령 소말릴란드 근처의 땅들이 이탈리아의 땅이 되자, 1936년 무솔리니는 자신들의 동아프리카 식민지를 모두 합쳐 이탈리아령 동아프리카를 선포하였다. 그리하여 이탈리아령 소말리아도 이탈리아령 동아프리카 중 하나가 되었다.

## 제 2차 세계 대전
1939년 제2차 세계 대전이 터지자, 이탈리아는 영국과 프랑스가 나치 독일이랑 싸우는 동안 이탈리아는 재빨리 식민지를 빼앗았다. 1940년에 프랑스가 함락되자, 이탈리아는 독일과 함께 프랑스령 식민지의 주인이 되었으며 다시 영국령 소말릴란드를 침략하여 대부분의 땅을 빼앗았다. 1943년 이탈리아가 연합국에게 항복하였다. 그리고 이탈리아는 모든 식민지에서 철수하였다. 이탈리아령 소말리아도 임자 없는 땅이 되었다. 잠시동안은 독일이 지배하였다가, 1945년 완전히 퇴각하였다.

### 그 후
제2차 세계 대전이 끝나자, 이탈리아령 동아프리카는 분리되고 말았다. 이탈리아령 소말리아도 3개로 분리되었다. 일부는 다시 영국령 소말릴란드가 되었고 일부는 프랑스의 것이 되었다. 그리고 나머지는 소말리아로 독립하여 나중에 모든 영토가 독립되는 씨앗이 되었다.

## 필요성
2차 세계 대전 동안 앵글로-이라크 전쟁이 터지자 이탈리아령 소말리아는 지금의 예멘이랑 가까워서 쉽게 중동에 진출할 수 있었고 이라크를 도와주게 되었다. 그리고 이탈리아령 소말리아의 북동쪽 지방은 영국령 인도 제국, 동남아시아랑 가까워서 쉽게 인도에 진출할 수 있었다.

## 같이 보기
- 이탈리아령 에리트레아
- 이탈리아령 리비아